# Felgenhauer

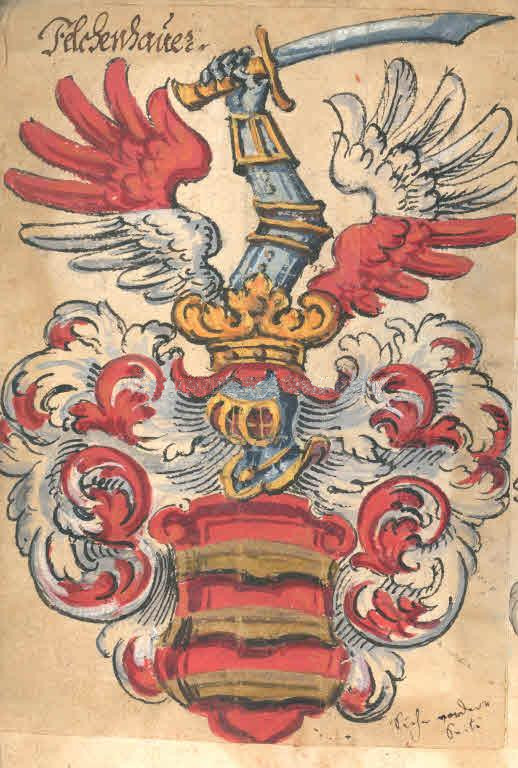
Wappen der Felchenhauer von und zu Riesa (1624)

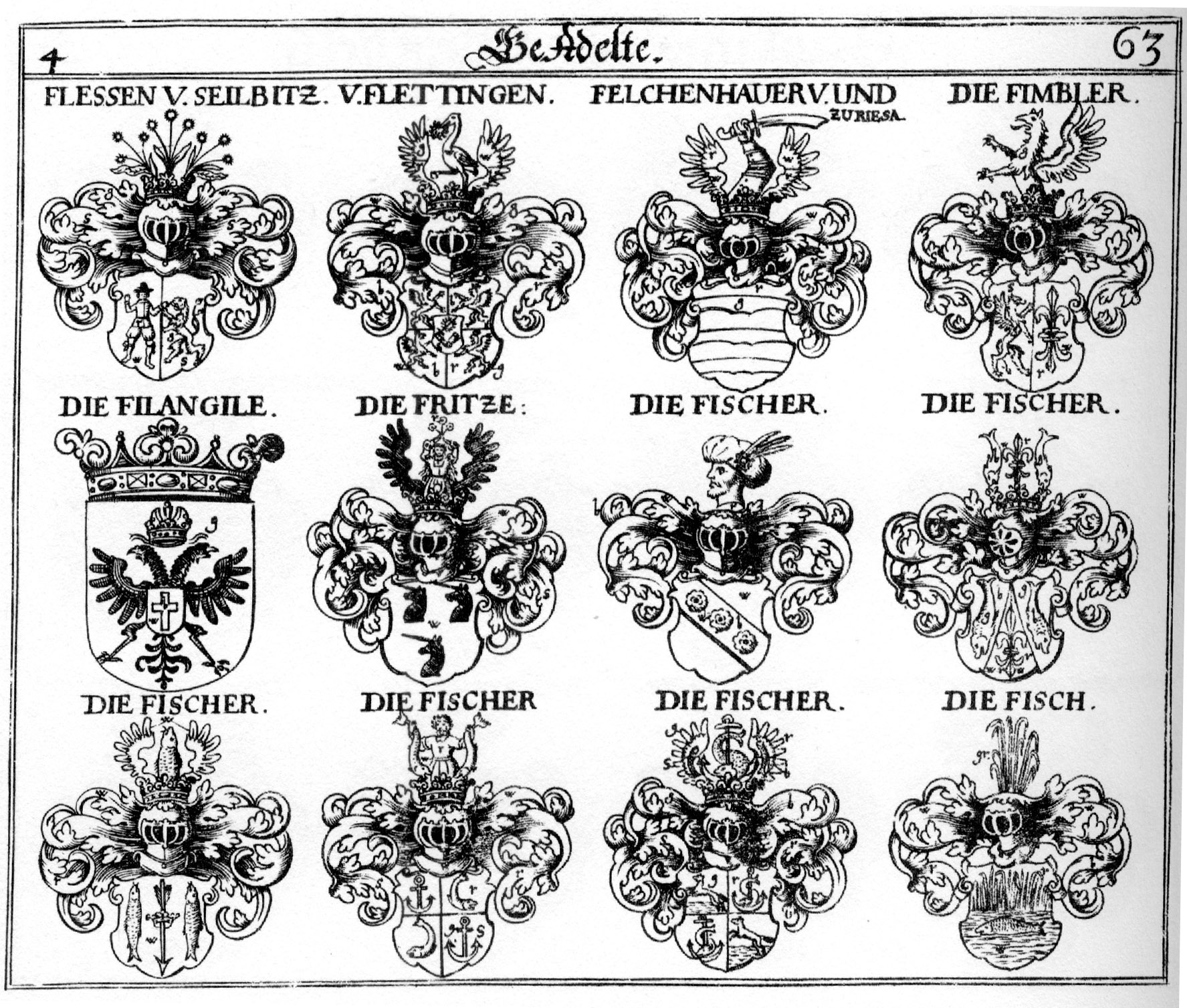
Wappen im Siebmacher

Felgenhauer, auch Felchenhauer von und zu Riesa, ist ein briefadeliges sächsisches Adelsgeschlecht.

## Herkunft und Nobilitierung
Das Geschlecht ist evangelisch und stammt aus Riesa in Sachsen. Die Stammreihe beginnt mit dem 1519 geborenen Christoph Felgenhauer, der 1580 verstarb. Dessen Sohn, der kursächsische Kammerrat Christoph Felgenhauer auf Riesa, erhielt am 23. März 1624 in Wien den Reichsadelsstand mit von und zu Riesa. Kurfürst Johann Georg I. von Sachsen hatte 1622 Christoph von Felgenhauer mit dem Rittergut Riesa belehnt. Von 1628 bis 1712 ist das Schloss Hirschstein im Besitz der Familie. Während des Dreißigjährigen Krieges (1618–48) wird das Schloss 1637 durch die Schweden zerstört. Es wird durch die Familie von Felgenhauer wiederaufgebaut. In Riesa erinnert heute noch die Felgenhauerstraße an die Familie. In der Klosterkirche Riesa befindet sich der Totenschild des Christoph von Felgenhauer.

## Wappen
Blasonierung des Wappens von 1624: In Rot drei balkenweise übereinander gestellte goldene Felgen; auf dem gekrönten Helm mit rot-silbernen Decken ein geharnischter Schwertarm zwischen offenem, von Rot und Silber geteiltem Flug.

## Bedeutende Namensträger
- Christoph Felgenhauer (* vor 1604–1639), niederländischer Kaufmann, kursächsischer Unternehmer, Kammerrat und Floßdirektor
- Wolf Christoph Friedrich von Felgenhauer (1726–1809), kursächsischer Generalleutnant, Präsident des Kriegsratskollegiums und  Kommandant von Dresden-Neustadt
- Hans von Felgenhauer (1863–1946), preußischer Generalmajor, (Militär-)Schriftsteller und Dichter